# Stazione di Sankt Peter-Molinis
La stazione di Sankt Peter-Molinis, gestita dalla Ferrovia Retica è posta sulla linea Coira-Arosa.
Serve i centri abitati di Sankt Peter e di Molinis, nel cantone svizzero dei Grigioni.

## Storia
La stazione entrò in funzione nel 1914 insieme alla linea Coira-Arosa.